# 范庄站
范庄站是一个陇海线上的铁路车站，位于安徽省砀山县范庄乡，建于1915年，目前为四等站，邮政编码为235300。目前客运：办理旅客乘降；不办理行李、包裹托运；货运：办理整车货物发到。